# وانگ چیومینگ
وانگ چیومینگ (انگلیسی: Wang Qiuming؛ زادهٔ ۹ ژانویهٔ ۱۹۹۳) بازیکن فوتبال اهل چین است.
از باشگاه‌هایی که در آن بازی کرده‌است می‌توان به باشگاه فوتبال تیانجین تایگرز اشاره کرد.
وی همچنین در تیم ملی فوتبال چین بازی کرده‌است.